# Аскалези, Алессио
Алессио Аскалези (итал. Alessio Ascalesi; 22 октября 1872, Казальнуово-ди-Наполи, королевство Италия — 11 мая 1952, Неаполь, Италия) — итальянский кардинал. Епископ Муро-Лучано с 29 апреля 1909 по 19 июня 1911. Епископ Сант-Агата-деи-Готи и с 19 июня 1911 по 9 декабря 1915. Архиепископ Беневенто с 9 декабря 1915 по 7 марта 1924. Архиепископ Неаполя с 7 марта 1924 по 11 мая 1952. Кардинал-священник с 4 декабря 1916, с титулом церкви Сан-Каллисто с 7 декабря 1916. Кардинал-протопресвитер 22 апреля 1944 по 11 мая 1952.